# Levi Strauss (przedsiębiorca)
Oskar Levi Strauss, właściwie Oskar Löb Strauß (ur. 26 lutego 1829 w Buttenheim w Królestwie Bawarii, zm. 26 września 1902 w San Francisco) – twórca pierwszego przedsiębiorstwa produkującego dżinsy. Był pochodzącym z Niemiec żydowskim imigrantem w USA. Założone przez niego przedsiębiorstwo Levi Strauss & Co. rozpoczęło działalność w 1853 roku w San Francisco, w stanie Kalifornia.